# Maintenance des systèmes mécaniques automatisés
Pour les articles homonymes, voir MSMA.
La Maintenance des systèmes mécaniques automatisés, en abrégé MSMA, est une filière de formation professionnelle
mise sur pied par l'éducation nationale et dispensée dans les centres d'apprentissage.

## Diplômes
Les diplômes préparés sont au nombre de deux.
- Le BEP (Brevet d'études professionnelles), diplôme de niveau V destiné à former des agents de maintenance. Il consiste en deux ans de formation. Depuis la rentrée 2007, le BEP MSMA est devenu le BEP MEI (maintenance des équipements industriels).
- Le bac professionnel, diplôme de niveau IV qui fait suite au BEP. Il consiste en deux ans de formation. Les disciplines abordées lors du BEP sont étendues et approfondies.

En 2006, le Bac Pro MSMA est remplacé par le Bac Pro MEI (Maintenance des équipements industriels), puis, en 2021, par le Bac Pro MSPC (Maintenance des systèmes de production connectés). Quelques changements mineurs ont été apportés au programme, à la demande des industriels.
Ces formations sont dispensées partout en France dans les lycées professionnels ou les centres d'apprentissage.